# Альбаррасин, Эрнесто
Эрнесто Оскар Альбарраси́н (исп. Ernesto Oscar Albarracín; 25 сентября 1907, по другим данным 1 января 1908, Буэнос-Айрес — неизвестно) — аргентинский футболист, полузащитник.

## Карьера
Эрнесто Альбаррасин начал карьеру в клубе «Спортиво Барракас». В 1928 году он перешёл в клуб «Спортиво» из Буэнос-Айреса. В 1931 году Альбаррасин стал игроком «Платенсе», за который провёл две игры. Затем сыграл 11 матчей за «Ривер Плейт». С 1923 по 1935 год Эрнесто играл за клуб «Тигре», проведя 49 матчей. В 1936 году Альбаррасин провёл два матча за «Архентинос Хуниорс». Годом позже футболист провёл 15 матчей и забил три гола за «Спортиво» из Док-Суд Завершил карьеру полузащитник в клубе «Барракас Сентраль», где провёл 31 матч.

## Международная статистика
| Матчи Эрнесто Альбаррасина за сборную Аргентины | Матчи Эрнесто Альбаррасина за сборную Аргентины | Матчи Эрнесто Альбаррасина за сборную Аргентины | Матчи Эрнесто Альбаррасина за сборную Аргентины | Матчи Эрнесто Альбаррасина за сборную Аргентины | Матчи Эрнесто Альбаррасина за сборную Аргентины | Матчи Эрнесто Альбаррасина за сборную Аргентины |
| ----------------------------------------------- | ----------------------------------------------- | ----------------------------------------------- | ----------------------------------------------- | ----------------------------------------------- | ----------------------------------------------- | ----------------------------------------------- |
| №                                               | Дата                                            | Место проведения                                | Оппонент                                        | Счёт                                            | Голы                                            | Турнир                                          |
| 1                                               | 15 апреля 1933                                  | Буэнос-Айрес                                    | Спортиво Барракас                               | 2:1                                             | —                                               | Товарищеский матч                               |
| 2                                               | 18 июня 1933                                    | Сантьяго                                        | Коло-Коло                                       | 3:2                                             | —                                               | Товарищеский матч                               |
| 3                                               | 22 июня 1933                                    | Сантьяго                                        | сборная Сантьяго Насьональ и Грин Кросс         | 6:5                                             | —                                               | Товарищеский матч                               |
| 4                                               | 25 июня 1933                                    | Вальпараисо                                     | Итальяна Вальпаисо                              | 3:1                                             | —                                               | Товарищеский матч                               |
| 5                                               | 29 июня 1933                                    | Сантьяго                                        | Унион Эспаньола                                 | 1:0                                             | —                                               | Товарищеский матч                               |
| 6                                               | 2 июля 1933                                     | Сантьяго                                        | Магальянес                                      | 6:4                                             | —                                               | Товарищеский матч                               |
| 7                                               | 9 июля 1933                                     | Сантьяго                                        | Коло-Коло                                       | 3:2                                             | —                                               | Товарищеский матч                               |
| 8                                               | 16 июля 1933                                    | Сантьяго                                        | Унион Эспаньола                                 | 3:1                                             | —                                               | Товарищеский матч                               |
| 9                                               | 9 марта 1934                                    | Росарио                                         | Ньюэллс Олд Бойз                                | 2:2                                             | —                                               | Товарищеский матч                               |
| 10                                              | 11 марта 1934                                   | Санта-Фе                                        | Унион (Санта-Фе)                                | 5:3                                             | —                                               | Товарищеский матч                               |
| 11                                              | 19 марта 1934                                   | Кордова                                         | Архентино Пеньяроль                             | 3:3                                             | —                                               | Товарищеский матч                               |
| 12                                              | 14 июня 1934                                    | Милан                                           | сборная клубов Италии                           | 2:0                                             | —                                               | Товарищеский матч                               |